# 101마리 강아지 (프랜차이즈)
101마리 강아지(영어: 101 Dalmatians)는 영화, TV 및 기타 미디어로 구성된 프랜차이즈이다. 1961년 전통 애니메이션 장편 영화 101마리 강아지의 개봉과 함께 시작되었다. 월트 디즈니 컴퍼니에서 제작한 다양한 각색이 수년에 걸쳐 출시되었다. 프랜차이즈는 도디 스미스와 월트 디즈니가 만들었다.

## 영화
- 101마리 강아지
- 101마리 강아지 2: 패치의 런던 대모험
- 101 달마시안
- 102 달마시안
- 크루엘라